# Pra (Rusko)
Pra (rusky Пра) je řeka v Rjazaňské oblasti v Rusku. Je dlouhá 167 km. Povodí řeky má rozlohu 5 520 km².

## Průběh toku
Ústí zleva do Oky (povodí Volhy).

## Vodní režim
Zdrojem vody jsou převážně sněhové srážky. Průměrný roční průtok vody činí 25 m³/s a maximální dosáhl přibližně 600 m³/s. Zamrzá na konci listopadu a rozmrzá v dubnu.

## Využití
Používá se k plavení dřeva. Na dolním toku byla vytvořena Ocká přírodní rezervace.